# End Credits (EP)
End Credits é o EP de estreia do músico irlandês EDEN. Foi lançado mundialmente em 8 de agosto de 2015 através de seu próprio selo MCMXCV, bem como do selo britânico Seeking Blue Records. O álbum foi produzido e gravado em Dublin durante a primavera de 2015 e contém sete faixas de aproximadamente 26 minutos. As faixas do EP acumularam mais de 14 milhões de plays no total no SoundCloud.

## Produção
A produção de End Credits começou em Dublin depois que Jonathon mudou seu apelido de The Eden Project para Eden. Foi escrito e gravado entre abril e julho de 2015. A vocalista irlandesa Leah Kelly é destaque na faixa-título.

## Capa
Cada faixa em End Credits apresenta capas individuais que usa fotografia de JSaulsky Photo. A arte da capa segue um formato de um filme fotográfico e retrata trilhos de trem perto de bairros americanos.

## Faixas
Todas as canções foram escritas por Jonathon Ng.
| N.º            | Título                              | Duração |  |
| 1.             | "02:09"                             | 4:11    |  |
| 2.             | "End Credits" (com Leah Kelly)      | 4:00    |  |
| 3.             | "Gravity"                           | 3:50    |  |
| 4.             | "Nocturne"                          | 3:17    |  |
| 5.             | "Interlude"                         | 2:44    |  |
| 6.             | "Wake Up"                           | 4:39    |  |
| 7.             | "catch me if you can" (Bonus Track) | 3:09    |  |
| Duração total: | Duração total:                      | 25:50   |  |

## Ficha técnica
- Jonathon Ng – vocais, guitarra, piano, produção, mixagem, engenharia, arranjo de cordas
- Leah Kelly – vocais (faixa 2)